# Chris Coppola
Christopher „Chris” Coppola (ur. 26 listopada 1968 w hrabstwie Los Angeles w Kalifornii) – amerykański aktor filmowy, telewizyjny i głosowy, komik.

## Życiorys
Coppola jest znany z udziału w takich filmach jak Piątek, trzynastego, Far Cry, Postal, Loveless in Los Angeles i Dziennik cwaniaczka: Droga przez mękę, a także z ról głosowych w takich produkcjach jak Ekspres polarny, Beowulf i Świąteczne psiaki. Wystąpił także w kilku serialach telewizyjnych.
Ma 180 cm wzrostu.

## Filmografia

### Filmy
- 2002: Smoking – ochroniarz
- 2002: Spider-Man – Kyle
- 2007: Postal – Richard
- 2008: Far Cry – Emilio
- 2009: Piątek, trzynastego – sprzedawca na stacji benzynowej
- 2017: Dziennik cwaniaczka: Droga przez mękę – Brodacz

### Seriale
- 1998: Ostry dyżur – policjant
- 1999: Kameleon – Zipper
- 2004: Potyczki Amy – dostawca kwiatów
- 2004: CSI: Kryminalne zagadki Las Vegas – Clyde Grimes
- 2005: Prezydencki poker – Howard
- 2012: Jak poznałem waszą matkę – mężczyzna w czarnym garniturze